# 東三河

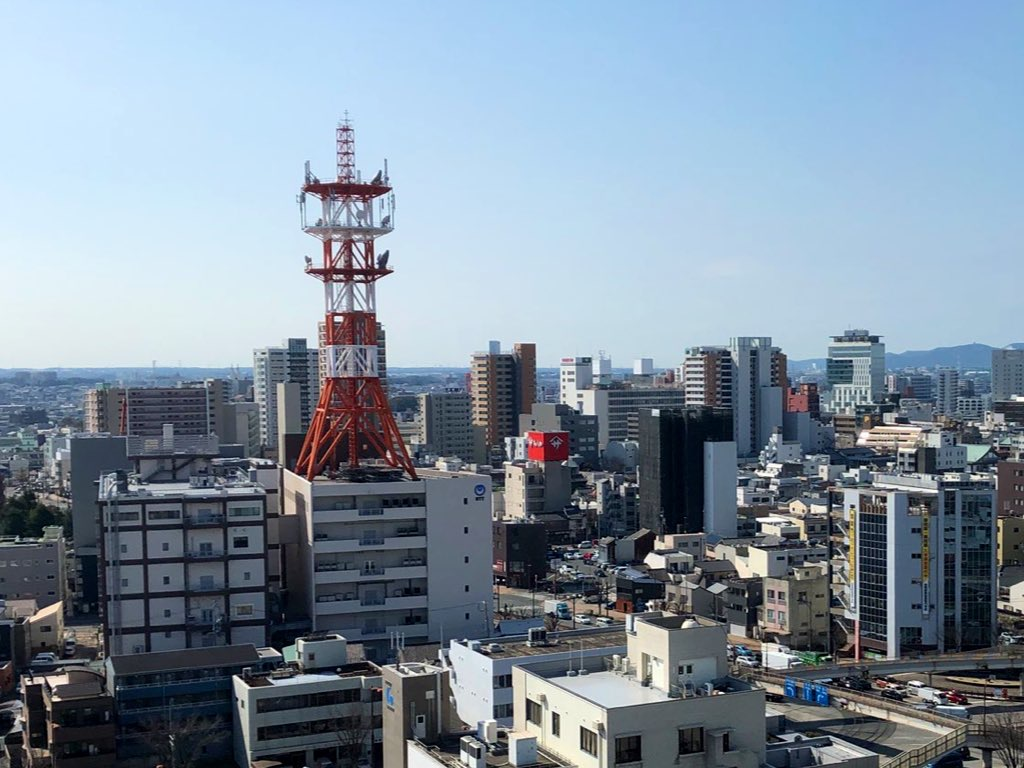
豊橋市（中核市）

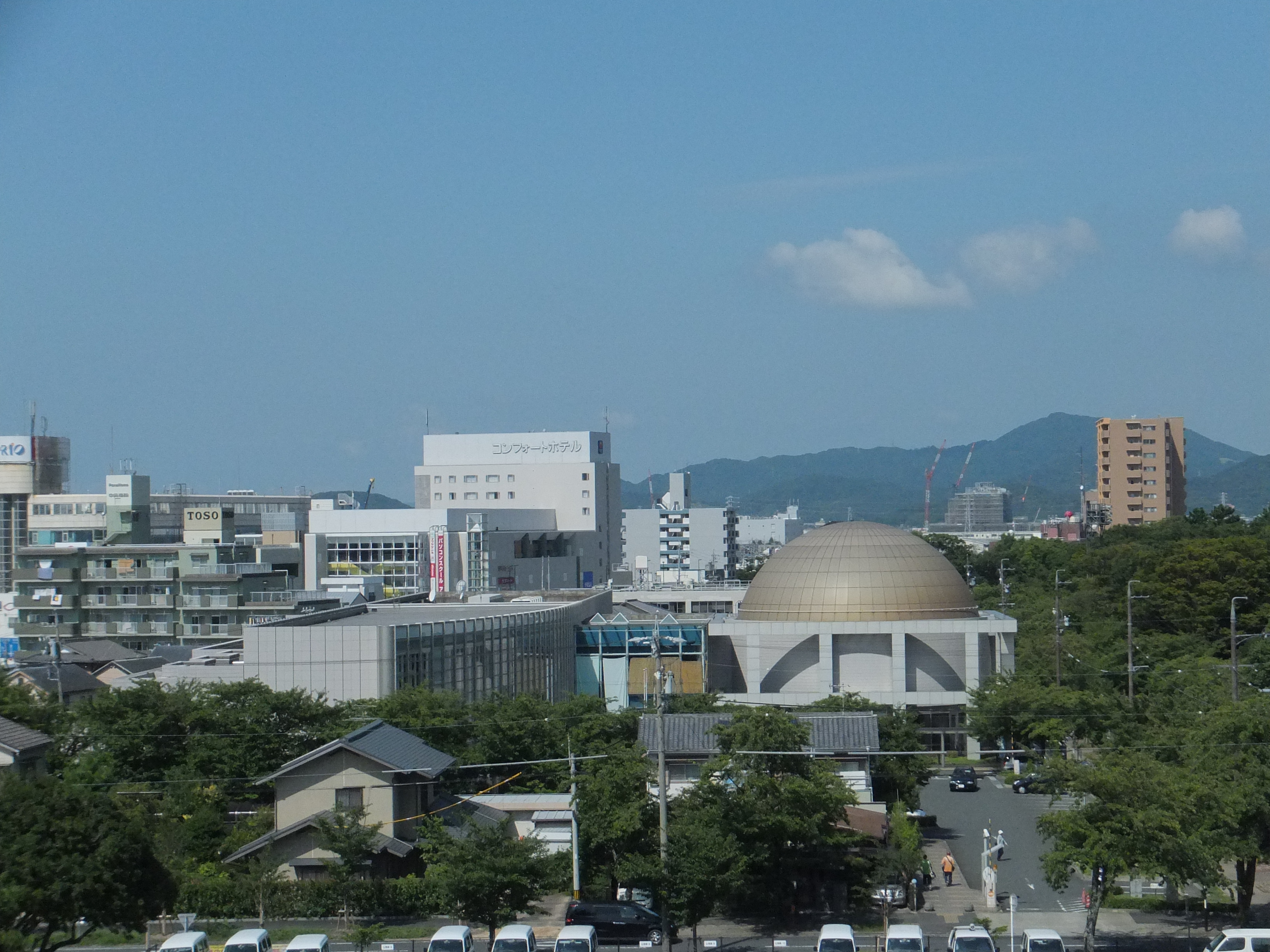
豊川市（計量特定市）

東三河（ひがしみかわ）は、愛知県の東部を指す。豊川流域および渥美半島で、遠州灘に面する地域である。地方中心地は豊橋市。

## 概要
豊川流域に位置し、浜名湖・遠州灘・三河湾・三河山地・新野峠・弓張山地に周囲を挟まれた地域である。本宮山から三ヶ根山に至る丘陵を西三河との境とする。大化の改新以前には、穂国造の支配領域であった。
豊橋市、豊川市、蒲郡市、新城市、田原市、設楽町、東栄町、豊根村の8市町村で構成されており、海や山に囲まれた地形的な特性を背景に、方言や宗教、食文化などをはじめとして文化的にも尾張地方や西三河地方とは差異があるとされ、現在でも愛知県内において独特の風土や文化を保っている。
東三河地方は、愛知県の中でも農業が発展しており、2017年の農業生産額は1,573億円で、愛知県全体(2,922億円)の48.9％を占める。市町村で見ると田原市の農業生産額は全国2位(824億7,000万円)、豊橋市の農業生産額は全国13位(387億1,000円)である。
自動車のナンバープレートは、地域全体が「豊橋」ナンバーのエリアである。
人口725,931人、面積1,723.66km²、人口密度421人/km²。（2025年4月1日、推計人口）

## 地理
気候は南部が温暖な太平洋側気候に属する。温暖な気候を利用したメロンの栽培が盛んであり、静岡県西部や茨城県南東部とならぶ大産地になっている。一方、北部の山岳地帯は内陸性気候との混合形態であり、気温の年較差が大きい。冬季には積雪や氷点下10度以下の低温も見られる。
地形
- 山：設楽山地 - 茶臼山、新野峠、段戸山、明神山、鳳来寺山、本宮山、弓張山地 - 石巻山
- 川：豊川水系（寒狭川、宇連川、朝倉川）、天竜川水系（津具川、大千瀬川、大入川）、矢作川水系（段戸川、名倉川）
- 海浜：遠州灘、三河湾 - 三河湾国定公園
- 高原：奥三河 - 天竜奥三河国定公園
- 半島：渥美半島
- 岬：伊良湖岬

## 歴史

### 律令時代以前
紀元1～2世紀にかけて弥生土器が伝えられ、この地方における弥生時代が始まったと考えられている。
東三河はもともとは三河国ではなく穂国造の治める穂国（ほのくに）であり、三河国とは物部氏族の参河国造の治めた現在の西三河地方のみを指した。後に穂国は穂評となった。

### 律令時代以後
律令時代になると、穂国と三河国は合併させられ、合併した際の令制国名は「三河国」となった。この三河国の国府、一宮(砥鹿神社)、総社、国分寺および国分尼寺のすべては、旧穂国の東三河（現在の豊川市）にできた。
7世紀の末葉に古代国家の土地制度である条里制が施行され、口分田が斑給された。豊川市国府町から八幡町、白鳥町、小田渕町、為当町、御津町などの音羽川下流の沖積地に広がる条里制のあったことが確認されている。為当地区では圃場整備事業に伴い、埋没条理の確認を目的にした発掘が行われ、坪の境界、水路や畦畔、散在した弥生・古墳時代の遺跡も確認され、前代からの連続した水田耕作が行われたことも確かめられた。さらに、土層や遺物の詳細な検討から条里制施行が平安時代中期を下ることも推定された。また、東三河には、豊橋市、蒲郡市、田原市等にも条理痕跡が認められている。
東三河で現存する寺院では、普門寺 (豊橋市)や赤岩寺、財賀寺、東観音寺が奈良時代、行基による開創と伝え、鳳来寺は大宝2年、利修仙人による創建と伝えるが、いずれも伝承の域を出ない。これらの寺院に伝来した仏像や考古資料などからは、概ね平安後期～鎌倉時代にかけて天台宗や真言宗の影響のもと、山寺として創建或いは中興され、山内に多数の坊や院を含む伽藍が展開した場合が多く、この地域の地形的特徴を反映したものとみられる。なお、鎌倉初期に三河守護安達盛長が造営したとされる「三河七御堂」には、金蓮寺、丹野御堂(廃寺)、陀羅尼山財賀寺観音堂、赤岩山法言寺弥陀堂(現在の赤岩寺)、船形山普門寺観音堂、龍田山長泉寺、鳳来寺弥陀堂が挙げられ、金蓮寺(西尾市)以外は東三河に所在する。
承久の乱の後、鎌倉幕府の有力御家人であった足利義氏が三河守護となり、矢作川流域を拠点として西三河に勢力を拡大した。その後長く三河は足利氏一族の重要な基盤となり、足利尊氏が室町幕府を築くにあたって京都と鎌倉の中間地点に当たるこの地域を掌握していたことは重要な意義を持った。一方、中世には国衙の活動は殆ど見られなくなり、政治の中心は東三河から西三河へと次第に移っていった。

### 室町・戦国時代
応仁の乱などを経て室町幕府の支配が動揺すると、東三河では三河牧野氏や戸田氏などが台頭した。一方、駿河・遠江を基盤に台頭した今川氏は今川義元の頃三河にも進出し、尾張への進出も窺うほどであったが、桶狭間の戦いに敗れ、没落した。西三河の土豪松平氏の出である徳川家康は、幼少期には今川氏の人質も経験しているが、これを期に今川氏から独立して版図を広げ、関ヶ原の戦いを経て天下を統一し、戦乱の時代に終止符を打った。家康は東三河を吉田城を中心に酒井忠次に統治させた。

### 徳川家康関八州移封
天正18年（1590年）、徳川家康は豊臣秀吉により、関八州へ移ることを命じられた。東三河へは豊臣秀吉の命で池田照政（後の輝政）の入封と成った。15万2000石である。本拠を吉田城に据えた。元牧野氏の牛久保城と元戸田氏の田原城を支城にし、元戸田氏の二連木城は近いため廃城とした。

### 幕藩体制から廃藩置県
太閤時代、吉田城（豊橋市）中心に統一されていた東三河は、徳川家康の征夷大将軍就任以降、分割された。吉田城は吉田藩、田原城は田原藩、新城城は新城藩、牛久保城は幕府天領となった。また、第2代征夷大将軍には東三河の八名郡南部（豊橋市西郷校区辺り）を本拠地とする三河西郷氏（三河国守護代の西郷家と同族と言われる）の西郷局（お愛）の子徳川秀忠が継ぎ、征夷大将軍は世襲と成リ、戦国の面影は徐々に消えて行き天下泰平の江戸時代の安定期に入る。
明治維新を経て、明治2年（1869年）吉田藩は藩名変更を命じられ豊橋藩となった。廃藩置県を受け、豊橋藩は豊橋県に、田原藩は田原県になる。新城藩は一旦、伊那県に編入された。明治4年（1871年） 、旧三河国各県と旧尾張国知多郡は岡崎城辺りを県庁とする額田県に統合する。また、これに伊那県に入っていた旧新城藩も額田県に合流する。明治5年（1872年）大区小区制により、県の下に区（町村にあたるが、この区には現在の市町村と異なり自治権は無い）を設立した。

### 今の県、郡、市町村へ
明治5年（1872年）、名古屋県から改名した愛知県と額田県は合併し、現在の愛知県が成立する。明治11年（1878年）郡区町村編制法制定を受け、東三河は郡及び各町村に分かれ、現在の郡及び町村の原型が出来上がる。明治20年代の明治憲法発布に合わせ、郡制や町村制が施行される。豊橋市は明治に市制を施行した。大正10年（1921年）には郡制廃止法が発布され、大正12年（1923年）に郡会が廃止され、大正15年（1926年）に郡長と郡役所が廃止された。（廃止時、渥美郡は豊橋市、宝飯郡は国府町、八名郡は八名村、南設楽郡は新城町、北設楽郡は田口町に郡役所が置かれていた。）

豊川市は太平洋戦争終戦前に市制を施行した。戦後、地方自治法の施行を受けても市町村の区画は明治時代の区画を基本に合併して出来上がっている。現行地方自治法施行後、町村合併促進法による合併で、蒲郡市及び新城市が、平成の大合併により田原市が市制を施行した。

2012年、東三河の地域振興をはかる目的で県の東三河総局（東三河県庁と通称）が豊橋市に設置され、担当する副知事が常駐している。また2015年には東三河地域の市町村で構成される「東三河広域連合」が結成されている。

## 自治体

### 郡
- 設楽郡 （北設楽郡、南設楽郡）
- 八名郡
- 宝飯郡
- 渥美郡

### 市町村
以下の5市2町1村がある。
- 豊橋市
- 豊川市
- 蒲郡市
- 新城市
- 田原市
- 北設楽郡
  - 設楽町 - 東栄町 - 豊根村

## 交通
東三河は、太平洋岸から天竜川流域に当たる伊那谷への連絡口という機能を担っている。

### 鉄道
| 東海旅客鉄道 - 東海道新幹線 - 東海道本線 - 飯田線 | 名古屋鉄道 - 名古屋本線 - 豊川線 - 蒲郡線 | 豊橋鉄道 - 渥美線 - 東田本線 |

### 道路
| 高速道路 - 東名高速道路 - 新東名高速道路 - 三遠南信自動車道（部分開通済） | 一般国道 - 国道1号 - 国道23号 - 国道42号 - 国道151号 - 国道247号 - 国道257号 - 国道259号 - 国道301号 - 国道362号 - 国道420号 - 国道473号 | 東海道五十三次の宿場町 - 二川宿（豊橋市二川町、大岩町） - 吉田宿（豊橋市役所周辺） - 御油宿（豊川市御油町） - 赤坂宿（豊川市赤坂町） |

## 県の地方機関
総務、地域振興
- 東三河総局 （2012年3月まで東三河県民事務所；所管区域：豊橋市、豊川市、蒲郡市、田原市）
  - 新城設楽振興事務所 （2012年3月まで新城設楽山村振興事務所；所管区域：新城市、北設楽郡）

県税
- 東三河県税事務所[注 2]
  - 新城駐在室

福祉、児童相談
- 東三河福祉相談センター
- 新城設楽福祉相談センター（新城市）

保健所（豊橋市は市の所管）
- 豊川保健所
- 新城保健所

農林水産
- 東三河農林水産事務所
- 新城設楽農林水産事務所（設楽町）
  - 新城林務課

道路建設
- 東三河建設事務所
- 新城設楽建設事務所

小中教育
- 東三河教育事務所
  - 新城設楽支所

## その他

### 市外局番
- 0531（田原MA）：田原市
  - 田原MAは、0569（半田MA）および0599（20～39、鳥羽MA）と海を挟んで接するが、隣接区域とはなっていない。
- 0532（豊橋MA）：豊橋市、豊川市三上町のうち豊川東岸
- 0533（豊橋MA）：豊川市の大半、蒲郡市
  - 0532,0533は、市外局番が異なるが市内料金で通話できる。なお、市外局番を統一する予定はない。
- 0536（20～59、新城MA）：新城市
- 0536（60～89、設楽MA）：北設楽郡
  - 新城MAと設楽MAは、市外局番が同じだがMAが異なるので、市外局番からダイヤルする必要がある。
  - 豊田市のうち旧稲武町の地域は2007年4月1日、0536（設楽MA）から0565（豊田MA）に変更された。

### 郵便番号
東三河には日本郵便の地域区分局として郵便番号44Xの地域を担当する豊橋南郵便局がある。なお豊根村のうち旧富山村の区域は浜松西郵便局が地域区分局である。
- 〒440-xx 豊橋郵便局 豊橋市
- 〒441-01 小坂井郵便局 豊川市（旧小坂井町）、豊橋市（前芝地区）
- 〒441-02 御油郵便局 豊川市（御油町、旧音羽町）
- 〒441-03 御津郵便局 豊川市（御津町）
- 〒441-11 石巻郵便局 豊橋市（石巻地区）
- 〒441-12 三河一宮郵便局 豊川市（旧一宮町）
- 〒441-13 新城郵便局 新城市
- 〒441-14・15 作手郵便局 新城市（旧作手村）
- 〒441-16・19 長篠郵便局 新城市（旧鳳来町）
- 〒441-22・23・24 設楽郵便局 設楽町
- 〒441-25 稲武郵便局 設楽町の一部
- 〒441-26 津具郵便局 設楽町（旧津具村）
- 〒441-31～33・80・81 豊橋南郵便局 豊橋市（南部・西部）
- 〒441-34 田原郵便局 田原市（旧田原町）
- 〒441-35 赤羽根郵便局 田原市（旧赤羽根町）
- 〒441-36 渥美郵便局 田原市（旧渥美町）
- 〒442-xx 豊川郵便局 豊川市
- 〒443-xx 蒲郡郵便局 蒲郡市
- 〒449-02 東栄郵便局 東栄町
- 〒449-04 豊根郵便局 豊根村
- 〒431-41 水窪郵便局 豊根村（旧富山村）

### 都市ガス
- 都市ガスは豊橋市・豊川市・蒲郡市・田原市（各一部地域を除く）でサーラエナジーにより供給されている。ただし豊川市の音羽地区と蒲郡市の形原地区では東邦ガスにより供給されている[2]。